# Stora och Lilla Bräcke
Stora och Lilla Bräcke är ett naturreservat i Åmåls kommun i Västra Götalands län.
Området är naturskyddat sedan 2016 och är 64 hektar stort. Reservatet utgörs av tre delområden som omfattar höjder nordost om Furusjön. Reservatet består av tallskog högst upp och lövskog med inslag av ädellövträd längre ner.